# برايان جيمس (لاعب كريكت بريطاني)
برايان جيمس (21 مارس 1941 في المملكة المتحدة - 6 نوفمبر 2002) (بالإنجليزية: Brian James)‏ هو لاعب كريكت بريطاني. لعب مع نادي مقاطعة ستافوردشاير للكريكت ‏.

## وصلات خارجية
- برايان جيمس (لاعب كريكت بريطاني) على موقع إي آس بي آن كريك إنفو (الإنجليزية)